# Болометрическая поправка
Болометри́ческая попра́вка (англ. bolometric correction, BC) — поправка, вносимая в абсолютную звёздную величину {\displaystyle M_{V}} объекта для перевода визуальной величины в болометрическую {\displaystyle M_{\text{bol}}.} Для звёзд, излучающих бо́льшую часть энергии вне видимого диапазона, болометрическая поправка может быть велика.

## Описание
В математических обозначениях внесение поправки имеет вид
{\displaystyle BC=M_{\text{bol}}-M_{V}.}
В следующей таблице представлены болометрические поправки для звёзд различных спектральных классов и классов светимости:
| Спектральный класс | Главная последовательность | Гиганты | Сверхгиганты |
| ------------------ | -------------------------- | ------- | ------------ |
| O3                 | −4,3                       | −4,2    | −4,0         |
| G0                 | −0,10                      | −0,13   | −0,1         |
| G5                 | −0,14                      | −0,34   | −0,20        |
| K0                 | −0,24                      | −0,42   | −0,38        |
| K5                 | −0,66                      | −1,19   | −1,00        |
| M0                 | −1,21                      | −1,28   | −1,3         |

Болометрическая поправка велика как для звёзд ранних типов (горячих звёзд), так и для звёзд поздних типов (холодных). В первом случае бо́льшая часть энергии излучается в ультрафиолетовом диапазоне, во втором случае — в инфракрасном диапазоне. Для звёзд типа Солнца поправка невелика, поскольку Солнце излучает бо́льшую часть энергии в видимой части спектра. Болометрическая поправка вносится в абсолютную звёздную величину для перевода её из визуальной в болометрическую.
Также болометрическую поправку в абсолютную величину можно вносить на основе измерений в других диапазонах спектра за пределами видимой области. Например, для холодных звёзд, у которых большая часть энергии излучается в инфракрасном диапазоне, иногда вводится несколько болометрических поправок к абсолютной величине в инфракрасном диапазоне вместо визуальной звёздной величины.
Такую поправку можно записать в виде
{\displaystyle BC_{K}=M_{\text{bol}}-M_{K},}
где {\displaystyle M_{K}} — абсолютная звёздная величина, а {\displaystyle BC_{K}} — болометрическая поправка в полосе K.

## Установление шкалы поправок
Шкала болометрических поправок устанавливается по абсолютной величине Солнца и принятой абсолютной болометрической величине Солнца. Поскольку абсолютная величина Солнца в различных фильтрах не является произвольной величиной, абсолютная величина Солнца задана произвольно, тогда нуль-пункт шкалы болометрических поправок выводится на основе этих данных. Это объясняет, почему в ряде источников приведены зачастую несопоставимые значения поправок. Болометрическая шкала на протяжении истории фотометрии несколько менялась, при этом болометрическая шкала для Солнца в полосе V варьировалась от −0,19 до −0,07 звёздной величины. Таким образом, существует целое множество значений болометрической звёздной величины Солнца, поэтому при расчётах следует выбрать одну шкалу и перевести к ней все используемые поправки. В противном случае светимости звёзд будут определены с высокой систематической ошибкой.
На Генеральной Ассамблее МАС в Гонолулу в августе 2015 года была принята резолюция о рекомендованных значениях нуль-пунктов для болометрических шкал абсолютных и видимых звёздных величин.
Хотя болометрические звёздные величины используются на протяжении восьми десятилетий, они обладают систематическими различиями в шкалах «абсолютная величина — светимость», представленных в различных астрономических источниках до введения стандартизации. Наличие различий приводило к систематическим смещениям болометрических поправок. Если также учесть неправильно приписанное значение абсолютной болометрической величины Солнца, то результатом станут неправильно определённые светимости звёзд. Поскольку на основе данных о светимостях получают оценки возраста, радиуса, массы звезды, то такие параметры также будут содержать ошибки.
В резолюции B2 МАС от 2015 года представлена шкала абсолютных болометрических звёздных величин, в которой {\displaystyle M_{\text{bol}}=0} соответствует светимости 3,0128⋅1028 Вт, нуль-пункт светимости выбран так, что Солнце (с номинальной светимостью 3,828⋅1026 Вт) обладает болометрической величиной {\displaystyle M_{\text{bol Sun}}=4{,}74.}
Если источник излучения (например, звезду) переместить на стандартное расстояние 10 парсек, то нуль-пункт шкалы видимых болометрических звёздных величин {\displaystyle M_{\text{bol}}=0} при освещённости {\displaystyle f_{0}=} 2,518 021 002⋅10−8 Вт/м2; для сравнения, значение создаваемой Солнцем на Земле освещённости равно 1361 Вт/м2, что соответствует видимой болометрической величине {\displaystyle m_{\text{bol Sun}}=-26{,}832.}
Похожее предложение стандартизации МАС делал в 1999 году (нуль-пункт слегка отличался, он был привязан к устаревшей оценке светимости Солнца), оно было принято Комиссиями МАС 25 и 36. Тем не менее, оно не выносилось на голосование Генеральной Ассамблеи и только время от времени использовалось в астрономической литературе.